# Православний хрест

Православний хрест

Православний хрест (православний хрест, візантійський хрест, русько-візантійський православний хрест або хрест свято́го Ла́заря) — восьмикінцевий християнський хрест, символ православної церкви.
Відомий з VI століття, задовго до розколу християнської церкви на католиків і православних[джерело?]. Використовувався у візантійському фресковому живописі та декоративно-прикладному мистецтві. У 1551 році під час канонічної ізоляції Російської православної церкви за ініціативи Івана Грозного вперше в історії почав ставитися на куполи церков. З цього часу почав використовуватися і на російській державній та військовій символіці.

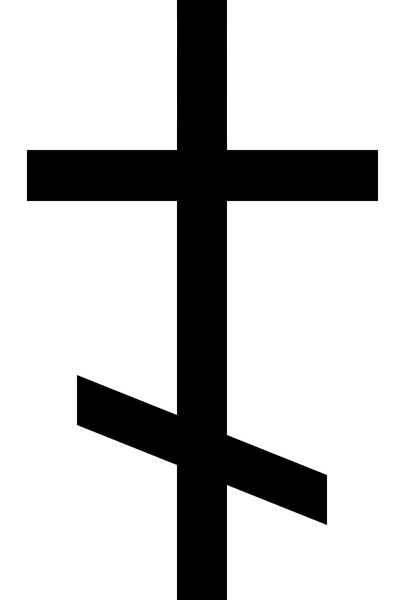
Російський хрест

Згідно з деякими джерелами, у російського православного хреста тільки дві поперечки. Деякі джерела розрізняють хрести з косими поперечками: шестикінцевий називають російським хрестом (інша назва — шестикінцевий православний хрест), а восьмикінцевий — православним хрестом. В Юнікоді символ U+2626 ☦ ORTHODOX CROSS (HTML &#9766;) позначений як «православний хрест». Аналогічна емблема в Міністерстві у справах ветеранів США називається «Російський православний хрест» (англ. Russian Orthodox cross).
Особливістю восьмикінцевого хреста є наявність нижньої косої поперечки (підніжжя), окрім двох верхніх горизонтальних: верхньої, меншої, та середньої, більшої. За переказами, при розп'ятті Христа над хрестом прибили табличку трьома мовами (грецькою, латинською та арамейською) з написом «Ісус Назарянин, Цар Юдейський». Під ноги Христу була прибита поперечина.

## Використання
Восьмикінцевий хрест з косою поперечиною традиційно широко використовується в Російській православній церкві. В наш час він також широко використовується в Польській православній церкві та Православній церкві Чеських земель і Словаччини, які отримали автокефалію від московського патріарха в 1948 та 1951 роках відповідно. Цей хрест спорадично використовується в Константинопольській православній церкві (широко використовується в Американській карпато-руській православній єпархії, заснованій у 1938 році) і Сербській православній церкві.
Восьмикінцевий хрест з косою поперечиною містився на гербі Московської держави з 1577 по 1625 рік, коли був замінений на третю корону. На деяких літописних мініатюрах та іконах московські воїни несуть червоні або зелені (можливо сині) стяги із зображенням хреста-Голгофи. На прапорах полків XVII століття також містився голгофський російський православний хрест.
Восьмикінцевий хрест з косим щаблем є на прапорах монархічної диверсійно-терористичної організації Братство російської правди та ультраправої націоналістичної організації Російська національна єдність.
У всьому християнському світі, у тому числі й в Україні, в трираменних хрестах підніжка рівнобіжна іншим раменам хреста, — у росіян підніжка скісна. Єпископ Перемишльський Пелеш та деякі Галицькі історики, а за ними й митрополит Іларіон (Огієнко) твердили, ніби трираменний хрест зі скісним підніжжям — це український хрест, але В. Щербаківський документально довів, що цей хрест — тільки московський і в Україні зустрічається дуже рідко (а на церквах ніколи!), а коли зустрічається, то тільки під московським впливом. У росіян він з'явився вже в XV ст. і увінчує в них усі церкви, а в Україні почав з'являтися тільки в XVII—XVIII ст., (на дереворитах і ніколи на церквах) (Визвольний шлях. – 1952 – Ч. 11(62), ст. 33 — 34).

Московський історик Шмурло, який видав італійською мовою «Історію Росії», писав у цій своїй праці: «Греки, (а за ними й українці, Є. О.), допускали, що св. Хрест може бути представлений однаково в одній з трьох форм: на чотири, на шість і на вісім рамен. У Москві натомість допускали тільки цю останню форму». (т. І, ст. 97). І те, додамо, найнижче рамено мало бути обов'язково скісне, мотивуючи цю свою вимогу такою символікою: 
Косе перехрестя з опущеним вниз лівим кінцем і піднятим вгору правим кінцем має нагадувати, що розкаяний розбійник, правий, пішов до неба, а злий, лівий розбійник, пішов до пекла. І відтоді цей хрест став символом винятково московської Церкви. Київська православна Церква не прийняла цього хреста, а вживала інших традиційних форм, і ми ні на одній київській і взагалі українській церкві не бачимо цього хреста. (В. Щербаківський в Філяд. «Шлях» 13 VIII. 1950). 

Пишучи в лондонській «Українській Думці» рецензію на книжку «Українське Мистецтво», що вийшла в 1952 р. в Нью-Йорку англійською мовою В. Щербаківський ще раз зазначив: 
З дрібних орнаментів показаних авторкою на маргінесах скажу, що більшість їх правильна, один тільки трираменний хрест з косою підніжкою, тобто з косим нижнім рам'ям на ст. 107, не народній мотив. Це хрест не український, а московський, і уведений в Москві ще в XV віці умисне з політичною ціллю. В Галичині він був пропагований москвофілами. У Греків такого хреста не було. Його не варто було відносити до українського орнаменту, і у Східній Україні він ніколи не вживався в народньому орнаменті.
|                                                                                      |
| Битва на Куликовому полі у 1380. З рукопису «Сказання про Мамаєве побоїще», XVII ст. |

|                                                         |
| Герб Московського царства з печатки Івана IV, 1577 рік. |

|                                                                 |
| Герб Московського царства з печатки Фёдора Ивановича, 1589 рік. |

|                          |
| Знамено сотні, 1696—1699 |

|                                   |
| Прапор Братства російської правди |

|                                                   |
| Металевий хрест, характерний для старообрядництва |

|                                           |
| Хрест російського православного священика |

|                                                       |
| Сучасний пам'ятник Кирилу і Мефодію, Ханти-Мансійськ. |

|                                                    |
| Російський цвинтар Сент-Женев'єв-де-Буа у Франції. |

|                                                    |
| Могильний хрест на цвинтарі Холковського монастиря |

|                                               |
| Свидник (Словаччина) — перед входом до церкви |

|                                                    |
| Білосток (Польща) — на куполах церкви Святого Духа |

| |
| Джонстаун (штат Пенсильванія, США) — перед собором Христа Спасителя Американської карпаторуської православної єпархії |

|            |
| Прапор РНЕ |